# De Rustica Progenie Semper Villana Fuit
De Rustica Progenie Semper Villana Fuit (in latino "Colui che discese da stirpe rustica, rimase sempre un rozzo") è il secondo album del rapper romano Suarez, registrato fra il 2007 ed il 2008, e pubblicato nel 2009. Le produzioni delle tracce sono ad opera di Dj Demis, DJ Shada, Key-One e lo stesso Suarez.
In questo album traspare una certa aggressività da parte dell'artista: le tracce contengono infatti un linguaggio violento e senza filtri. La violenza verbale si riflette innanzitutto nell'intro dell'album, un colorito dissing nei confronti del rapper italiano Vacca. Oltre a raccontare dei suoi drammi personali, Suarez si scaglia contro la Chiesa ed attacca ancora una volta la televisione, reputata veicolo di messaggi futili e mezzo dalla comunicazione sterile. 
Nell'album compaiono i nomi di alcuni artisti della scena hip-hop italiana, fra cui Il Turco, Tormento e Santo Trafficante. 

## Tracce
- Intro
- Me Sa Che Nacapito (feat. Lino)
- Parte 2
- Camicia De Forza
- Privo Di...
- In Zona (feat. Mr. Corso)
- Oggi Nce Va De Fa N Cazzo (feat. Lino, Winnie Deppiù e Dj Demis)
- Porto Musica (feat. Il Turco, Mystic One, Supremo73)
- De Rustica Progenie
- Televisione (feat. Lino)
- Collasso Notturno (feat. Grezzo Stronzelover)
- Pensaci 2 Volte
- Roulette (feat. Mystic One)
- Nun Se Move Na Foglia
- Io Non Credo
- Suona La Sveglia (feat. Lino & Mr. Corso)
- Coi Piedi Per Terra (feat. Benetti DC)
- Porto Musica pt. 2 (feat. Lino, Santo Trafficante, Mystic One, Tormento)
- Il Mostro
- Outro (feat. Dr Demis)